# Barrage romain de Fonte Coberta
Le barrage romain de Fonte Coberta est un site archéologique présentant les vestiges d'un ancien barrage romain de la région de l'Algarve construit durant la romanisation de l'Hispanie. Il est situé dans la freguesia de São Sebastião (pt), sur le territoire de la municipalité de Lagos (district de Faro, Portugal). 
Il est classé Immeuble d'intérêt public (Catégorie IIP) depuis 1992.

## Description
L'ouvrage hydraulique mesure environ 70 m de long et de 2,6 à 2,7 m d'épaisseur. D'un point de vue typologique, il s'agit d'un mur de section droite et rectangulaire, constitué de blocs de pierre homogènes enduits de mortier d'opus caementicium. Il est situé dans une vallée relativement ouverte qui se développe en direction de la rivière Ribeira de Bensafrim. Il a été construit là où la vallée commence à se rétrécir, à environ 1,3 km à l'ouest de Ribeira de Bensafrim (pt). Le barrage romain de Fonte Coberta a peut-être servi à irriguer les champs cultivés ou à alimenter en eau l'ancienne cité romaine de Lacobriga, située près de Monte Molião, sur la rive est de la Ribeira de Bensafrim. 
Son identification a été initialement faite par Estácio da Veiga (pt) dans la seconde moitié du XIXe siècle.

## Galerie

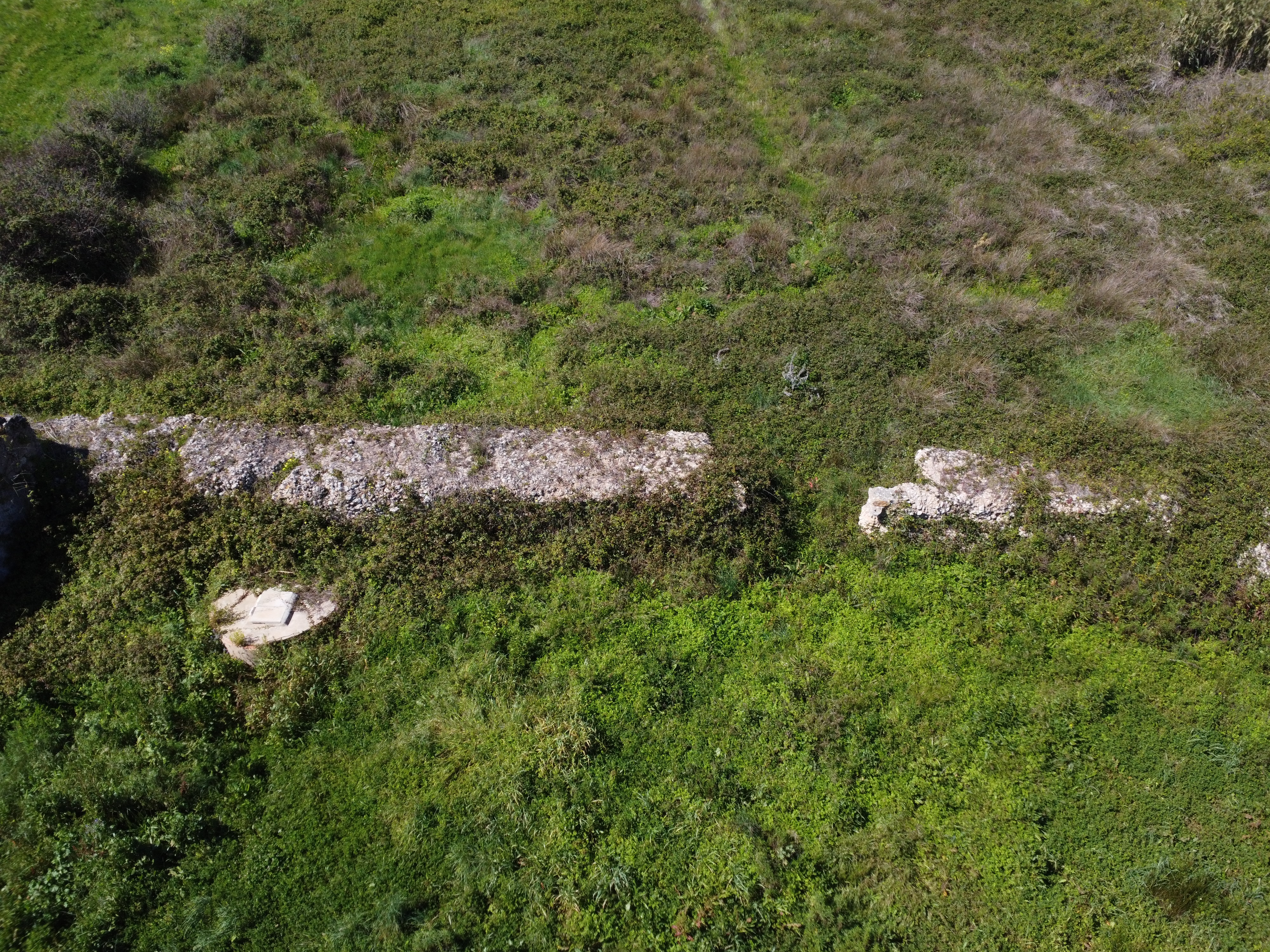
Vue aérienne du barrage.
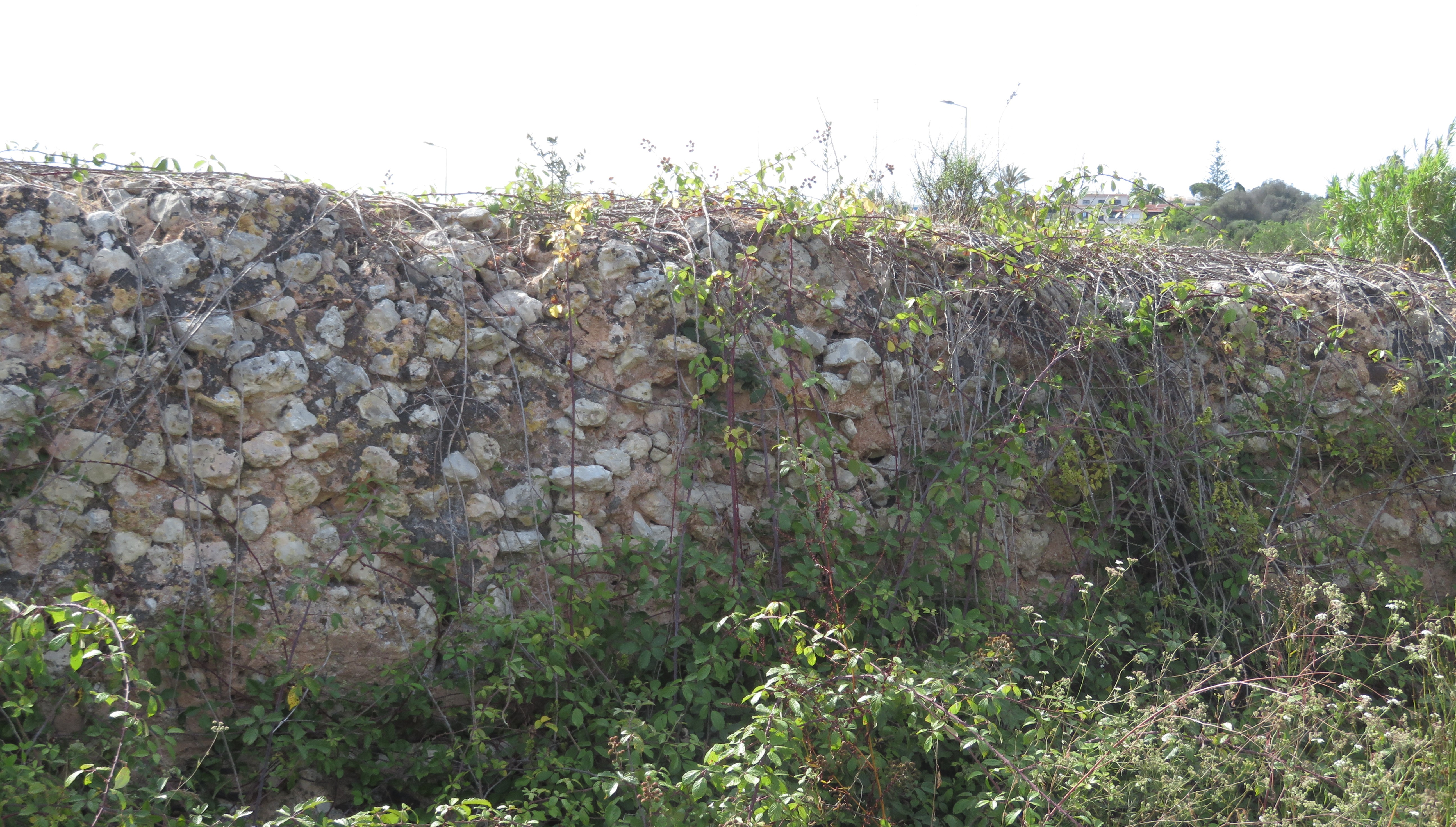
Maçonnerie du barrage.